# Sacrifício de Isaac (Ghiberti)
O Sacrifício de Isaac é um painel de bronze com douramento de Lorenzo Ghiberti fundido por ocasião da participação no concurso de 1401 para a porta norte do Batistério de Florença. Hoje está no Museu Nacional do Bargello, em Florença.

## Temática
A obra representa o episódio bíblico, conhecido por  Sacrifício de Isaac. É uma narrativa constante no Livro do Gênesis. Na história, Deus ordena que Abraão sacrifique seu filho Isaac em Moriá. Quando Abraão começa a obedecer, tendo amarrado Isaac em um altar, ele é parado por um Anjo do Senhor; um carneiro, então, aparece e é abatido no lugar de Isaac.

## História

### O Concurso de 1401
O concurso, no qual também participaram Filippo Brunelleschi, Jacopo della Quercia e outros, foi vencido pelo próprio Ghiberti e a comparação com o único outro painel sobrevivente, o de Brunelleschi, atesta extraordinariamente as tendências da escultura florentina da época durante a transição do gótico internacional para o renascentista.